# 大林隆介
大林 隆介（おおばやし りゅうすけ、1946年3月13日 - ）は、日本の俳優、声優である。81プロデュース所属。福岡県出身。本名：大林昌一（おおばやし しょういち）。一時期、大林 直樹（おおばやし なおき）や大林 隆之介（おおばやし りゅうのすけ）の芸名で活動していたこともあった。

## 略歴・人物
立教大学中退。文学座付属演劇研究所卒業。かつては劇団雲→劇団四季→フリー→劇団青年座→ロビンフッド・アーチスツに所属していた。
1960年代から活動を開始し、当初は俳優としての出演が中心であったが、1980年代からは声優として出演するようになった。
俳優としては『北信濃絶唱』、『朝ごはんぬき?』などの昼ドラに出演。時代劇では悪役を演じることもあった。
アニメでは、飄々として掴み所のないタイプを多く演じている。
趣味は剣道、フライ・フィッシング。

## 出演（俳優）

### テレビドラマ
- 中学生日記
- 花王 愛の劇場 / 北信濃絶唱（1972年、TBS） - 笹村英二 主演
- 紫頭巾 第21話「芋侍罷り通る」（1972年、東京12チャンネル）
- 特別機動捜査隊（NET）
  - 第609話「子は誰がために泣く」（1973年） - 健児
  - 第614話「死刑囚のプレゼント」（1973年） - 武志
  - 第619話「南国慕情」（1973年） - 透
  - 第624話「恐怖のハネムーン」（1973年） - 弘志
  - 第647話「三船の野郎が憎い」（1974年） - 小泉
  - 第658話「はみだした青春」（1974年） - 宏一
  - 第689話「復讐の構図」（1975年） - 川村喬司
  - 第694話「ある絶望の女」（1975年） - 五郎
- 池田大助捕物日記 第17話「目撃した女」（1975年、関西テレビ）
- 仮面ライダーストロンガー 第18話「怪談 底なし沼」（1975年、毎日放送） - 青田
- 同心部屋御用帳 江戸の旋風III（フジテレビ）
  - 第16話「生き返った十手」（1977年） - 参吉
  - 第30話「佃のいさり火」（1977年） - 板前 利吉
- 江戸の渦潮 第5話「酔いどれ十手」（1978年、フジテレビ） - 辰巳屋小頭
- 同心部屋御用帳 江戸の旋風IV（1978年、フジテレビ） - 佐吉
- 太陽にほえろ!（日本テレビ）
  - 第305話「勲章」（1978年） - 天沼
  - 第354話「交番爆破」（1979年） - 三丁目派出所の巡査
  - 第389話「心の重荷」（1980年） - 関根不動産の社員
- 土曜劇場 / 魂の試される時（1978年、フジテレビ）
- 新・座頭市 第2シリーズ 第11話「子別れ街道」（1978年、フジテレビ） - いが栗の仙八
- 必殺シリーズ（朝日放送）
  - 江戸プロフェッショナル・必殺商売人 第9話「非行の黒い館は蟻地獄」（1978年） - 幸太郎
  - 翔べ! 必殺うらごろし 第11話「人形が泣いて愛する人を呼んだ」（1979年） - 菅谷次郎八
  - 必殺仕事人 第20話「この世の地獄は何処にあるのか?」（1979年） - 源太
- お昼のテレビ小説第12作 朝ごはんぬき?（1979年、フジテレビ） - 主演
- 新・江戸の旋風（1980年、フジテレビ） - 佐吉
- 斬り捨て御免! 第25話「野獣討つべし」（1980年、テレビ東京） - 酒井源次郎
- 江戸の朝焼け 第22話「血文字の謎」（1980年、フジテレビ） - 十七
- 北の国から 最終話（1981年、フジテレビ） - 小川先生
- 旅がらす事件帖 第22話「風花に舞う女渡世人」（1981年、フジテレビ） - 石山
- 君は海を見たか 第6話（1982年、フジテレビ）
- 金曜劇場 早春スケッチブック（1983年、フジテレビ）
- 昨日、悲別で 第11話（1984年、日本テレビ） - テレビ司会者
- ニュードキュメンタリードラマ昭和 松本清張事件にせまる 第7話「下山総裁怪死事件 マイ・レール・ロード」（1984年、テレビ朝日）
- スケバン刑事 第19話「暴かれたサキ出生の秘密!」（1985年、フジテレビ） - 山本
- 勝手に!カミタマン（1985年、フジテレビ） - ブーメラン毛の声（2代目）
- スケバン刑事III 少女忍法帖伝奇 第6話「鈴の音は地獄の使者か!?」（1986年、フジテレビ） - 教師
- 土曜ワイド劇場
  - 未亡人殺し（1986年、テレビ朝日）
  - 殺人現場から消えた女「青いドレス、ほくろに仕組まれた不倫の罠…」（1988年、テレビ朝日）
  - タクシードライバーの推理日誌13「死にたがる乗客 夫が愛人と心中？ルート139黒い樹海にトリックが…」（2000年、テレビ朝日）
  - 古都金沢、花の殺意「華道家元を狙って一門の女たちが骨肉の争い」（2001年5月5日、テレビ朝日）
- 現代恐怖サスペンス 怖い贈り物（1986年7月14日、関西テレビ）
- 牟田刑事官事件ファイル（テレビ朝日） - 検視官
  - 第5回「露天風呂撮影会ツアー殺人事件」（1986年）
  - 第7回「奥浜名湖女たちの危険なプレイ」（1987年）
  - 第8回「湯けむり伊豆半島 女たちの殺人スポーツツアー」（1988年）
  - 第9回「岸辺に立つ女 蓼科高原、復讐の女神湖!」（1988年）
- このこ誰の子?（フジテレビ）
  - 第11話「運命のめぐり会い」（1987年）
  - 第18話「妻を賭けた挑戦」（1987年）
- 火曜サスペンス劇場（日本テレビ）
  - 浅見光彦ミステリー 第1作「平家伝説殺人事件」（1987年） - 警察署員
  - 警視庁鑑識班 第6回「女の目撃証言通りに描いた顔の男は無実 ― 似顔絵一筋35年の老鑑識員の屈辱」（1998年）
- 大河ドラマ（NHK）
  - 独眼竜政宗（1987年） - 蒔田淡路守
  - 太平記（1991年） - 奉行人
- アリエスの乙女たち 第17話「私の名は不倫少女」（1987年、フジテレビ） - 警察署員
- 木曜ミステリー 六本木ダンディーおみやさん 第4話「ママさん刑事にグッとこたえた殺人事件」（1987年、朝日放送）
- 女は遊べ物語 戦国・亭主操縦法（1987年、名古屋テレビ）
- 秋のシナリオ（1987年11月6日、日本テレビ）
- おもいっきり探偵団 覇悪怒組 第11話（1987年、フジテレビ） - 赤川公三郎（ヤスコの父）
- 男と女のミステリー 彼らのいちばん危険な夜（1988年、フジテレビ）
- 木曜劇場（フジテレビ）
  - 窓を開けますか?（1988年）
  - 愛という名のもとに 第8話「君が人生の時」（1992年） - 若田部
- ザ・ドラマチックナイト / となりの女（1988年、フジテレビ）
- 銀河テレビ小説 / 総務部総務課山口六平太（1988年、NHK） - 記者
- 時には母のない子のように（1988年、フジテレビ）
- 芸能社会（1990年、TBS）
- 女と男が愛する時（1990年、フジテレビ） - 一本気伸吾
- 男と女のミステリー 海辺の骨（1990年、フジテレビ）
- 世にも奇妙な物語 第38話「自動振込」（1990年、フジテレビ） - 伸子の上司
- さすらい刑事旅情編IV 第4話「美人女将の罠・バブルに舞った女と男」（1991年、テレビ朝日） - トキワ証券社員 イワタタケシ役
- 火曜ミステリー劇場
  - 瀬戸の多島海殺人事件「青い海辺の白いマリンホテルで…」（1991年、ABC）
  - 三毛猫ホームズの駈落ち（1991年4月2日、テレビ朝日）
- 大空港'92（テレビ朝日）
  - 第5話「消えた美人管制官!結婚スキャンダルの謎」（1992年）
  - 第6話「成田離婚殺人事件!罠に落ちた美人OL」（1992年）
- 金曜ドラマ / 人間・失格〜たとえばぼくが死んだら 第6話「最後の手紙」（1994年、TBS） - 医者
- 裸の大将73「清とサクランボ娘」（1994年） - 小沼外科医師
- 白線流し〜旅立ちの歌〜（1996年、フジテレビ）
- 3番テーブルの客スペシャル「3番テーブルの客のもう一人の客」（1997年1月3日、フジテレビ）
- ドラマスペシャル 文化庁芸術祭参加作品「町」（1997年11月28日、フジテレビ）
- せつない（1998年、テレビ朝日）
- ブラザーズ（1998年、フジテレビ） - 面接官
- 金曜時代劇 / しくじり鏡三郎 第6話（1999年、NHK） - 庄屋
- NHKドラマ館 / オルガンの家で（1999年10月9日）
- はぐれ刑事純情派 第12シリーズ 第1回スペシャル「南国土佐、四万十川を捨てた女！殺人容疑の母が証言拒否！ぬいぐるみ人形だけが知っていた」（1999年3月31日、ANB）
- てっぺん 第6話「母が名乗り出てきた夜」（1999年、テレビ朝日）
- サラリーマン金太郎（1999年）
- バスストップ（2000年、フジテレビ）
- 非婚家族 第3話「知りたくなかった」（2001年、フジテレビ） - 福田製菓・面接官
- 浅見光彦シリーズ 第11作「皇女の霊柩」（2001年、フジテレビ） - 裕子の父
- 十津川警部シリーズ 第21作「西伊豆・美しき殺意」（2001年、TBS） - 愛友会・有田事務長
- はみだし刑事情熱系（テレビ朝日）
  - PARTIII 第16話「広域VS本庁!涙の捜査・撃たれた婚約者」（1999年） - 小泉勝男（直子の父）役
  - PARTV 第21話「兵吾と玲子が仲人!? 花嫁を狙う死の嫉妬」（2001年） - 金森晴伸 役
- 人にやさしく 第1話「この子を預かってください!?」（2002年、フジテレビ） - 明の叔父
- 水戸黄門 第30部 第17話「二枚目助さん女難の相・倉敷」（2002年） - 水野
- 月曜ミステリー劇場 愛・倫廻のワルツ（2002年8月12日、TBS） - 医者
- 海峡を渡るバイオリン（2004年、フジテレビ） - 大学教諭
- ケータイ捜査官7 第19話「圏外の女（前編）」・第20話「圏外の女（後編）」（2008年、テレビ東京） - 看板犬の声
- 白暮のクロニクル（2024年3月1日 - 5月17日、WOWOW） - 実藤寿一郎 役[10]

### 映画
- 刑事物語
- 海と毒薬（1986年）
- 植村直己物語（1986年）
- 光る女（1987年）
- さくら隊散る（1988年） - 乃木年雄

### 舞台
- ドレッサー（1988年、ロナルド・エアー演出） - オクセンビー役
- 陽だまりの樹（杉田成道演出）
- マクベス（ジャイルス・ブロック演出）
- リチャードIII（ジャイルス・ブロック演出）
- 東京ジャンケン 第3回公演「コミック・ポテンシャル」（2014年7月2日 - 6日、赤坂RED/THEATER） - レスター・トレインスミス役
- 被爆ピアノコンサート 未来への伝言2016〜（2016年8月11日、TOKYO FMホール） - 朗読

## 出演（声優）

### テレビアニメ
1981年
- 太陽の牙ダグラム（ジョーク）
- ハロー!サンディベル

1982年
- 銀河烈風バクシンガー（オズマ・ドラーゴ）
- 銀河旋風ブライガー（ローズ）
- 超時空要塞マクロス（エキセドル・フォルモ）
- 魔境伝説アクロバンチ（ブルゾム）

1983年
- The かぼちゃワイン（竜太）
- 銀河疾風サスライガー（オロステファン、ボルドー、ヒドラー総統、ザハリ・タロス）
- 装甲騎兵ボトムズ（1983年 - 1984年、兵士、警察官A、特務機関員、ロッチナの部下、通信兵、幹部、首脳D 他）
- パーマン（カバ夫の父）
- プラレス3四郎（バルモア）
- みゆき（間崎竜一）
- ミームいろいろ夢の旅（フェルミ）

1984年
- 機甲界ガリアン（兵A、男B、兵士B、兵士C）
- 特装機兵ドルバック（ジミー）

1985年
- 機動戦士Ζガンダム（ベン・ウッダー）
- ダーティペア（キャラハン教授）

1986年
- 機動戦士ガンダムΖΖ（ラカン・ダカラン）

1987年
- アニメ三銃士（アラン）

1988年
- F-エフ（黒井和夫）
- 鎧伝サムライトルーパー（1988年 - 1989年、ナレーター、カユラの父）

1989年
- 機動警察パトレイバー（後藤喜一）
- らんま1/2（1989年 - 1992年、天道早雲） - 2シリーズ

1990年
- 楽しいムーミン一家（1990年 - 1991年、ラッキ、悪魔 他）

1992年
- クッキングパパ（ティート）

1994年
- 赤ずきんチャチャ（ミラード、ブチネコ）
- D・N・A² 〜何処かで失くしたあいつのアイツ〜（横森）
- マクロス7（エキセドル・フォルモ）

1995年
- 愛天使伝説ウェディングピーチ（フス魔）
- ナースエンジェルりりかSOS（赤瀬川）
- 爆れつハンター（ライノア伯爵）
- ロミオの青い空（ロベルト）※「大林龍之介」とクレジット

1996年
- サンタクロースの冒険（アビン）
- 逮捕しちゃうぞ（店長）
- 魔法少女プリティサミー（三浦校長）
- るろうに剣心 -明治剣客浪漫譚-（石動雷十太）

1997年
- バトルアスリーテス大運動会（王子雄）

1998年
- serial experiments lain（岩倉康雄）
- セクシーコマンドー外伝 すごいよ!!マサルさん（審判）
- 魔法のステージファンシーララ（不思議さん）

1999年
- デュアル!ぱられルンルン物語（真田賢）
- 天使になるもんっ!（デリシャスホワイト）
- To Heart（セバスチャン、長瀬源五郎）
- Bビーダマン爆外伝V（キャリアボン）

2000年
- 銀装騎攻オーディアン（藍原章治）

2001年
- 犬夜叉（ニセ水神）
- Z.O.E Dolores, i（アイザック）
- チャンス〜トライアングルセッション〜（老紳士）
- ノワール（アルベール・デュクス）

2002年
- 攻殻機動隊 STAND ALONE COMPLEX（SWAT隊長）

2003年
- 京極夏彦 巷説百物語（太郎丸）
- 冒険遊記プラスターワールド（ガブリオン）

2005年
- かみちゅ!（神様協会会長）
- ガラスの仮面（2005年版）（小野寺一）
- BUZZER BEATER（監督）
- MONSTER（ヴァーデマン）

2006年
- ケロロ軍曹（ヘッドン）
- 地獄少女（関根良介）
- シルクロード少年 ユート（僧侶）
- 白い恋人（老ネコ）
- スーパーロボット大戦OG -ディバイン・ウォーズ-（ノーマン・スレイ）
- ぜんまいざむらい（あくとり代官）
- ふしぎ星の☆ふたご姫 Gyu!（2006年 - 2007年、学園長）
- ブラック・ジャック21（テロリスト）
- 味楽る!ミミカ（押牛パパ）

2007年
- エル・カザド（修理工場の親父）
- シグルイ（宗像進八郎）
- スパイダーライダーズ 〜よみがえる太陽〜（マリナー）
- BACCANO! -バッカーノ-（バルトロ・ルノラータ）

2008年
- あかね色に染まる坂（片桐・父）
- ゴルゴ13（トレイトン、オークションの司会）
- スケアクロウマン（町長）
- 全力ウサギ（ダイフゴウ）
- D.Gray-man（マルコム・C・ルベリエ）
- 秘密 〜The Revelation〜（田城所長）
- MAJOR 4th season（ラッセル）

2009年
- うさるさん。（ピョコのパパ）
- エレメントハンター（川嶋主税）
- 蒼天航路（王允）
- ミチコとハッチン（アーマード）
- 名探偵コナン（2009年 - 2017年、翠川尚樹、鳴滝壮市、八田アンドリュー、藤井弘、太田黒信輝）

2010年
- 閃光のナイトレイド（桜井信一郎）

2011年
- へうげもの（山上宗二）

2013年
- デュエル・マスターズ ビクトリーV3（2013年 - 2014年、刑事）
- 私がモテないのはどう考えてもお前らが悪い!（ナレーション）

2014年
- バディ・コンプレックス（アレッサンドロ・フェルミ）

2015年
- ヘヴィーオブジェクト（フライド評議員）

2017年
- 霊剣山 叡智への資格（仙師、何均）
- THE REFLECTION（評論家）
- マーベル フューチャー・アベンジャーズ（2017年 - 2018年、スシ親方、ギャング親分）

2020年
- BORUTO-ボルト- NARUTO NEXT GENERATIONS（カネキ）

2021年
- 大正オトメ御伽話（ナレーション）

### 劇場アニメ
1982年
- 伝説巨神イデオン 発動篇（士官）
- テクノポリス21C（ブレーダー）

1983年
- ドキュメント 太陽の牙ダグラム（ジョーク）
- プロ野球を10倍楽しく見る方法（ナレーター）

1984年
- 超時空要塞マクロス 愛・おぼえていますか（エキセドル4970）
- プロ野球を10倍楽しく見る方法 PART2（ナレーター）

1988年
- 銀河英雄伝説 わが征くは星の大海（ニルソン中佐）

1989年
- 機動警察パトレイバー the Movie（後藤喜一）

1991年
- らんま1/2 中国寝崑崙大決戦! 掟やぶりの激闘篇!!（早雲）

1992年
- らんま1/2 決戦桃幻郷! 花嫁を奪りもどせ!!（天道早雲）

1993年
- 機動警察パトレイバー 2 the Movie（後藤喜一）

1994年
- らんま1/2 超無差別決戦! 乱馬チームVS伝説の鳳凰（早雲）

2002年
- WXIII 機動警察パトレイバー（後藤喜一）
- ミニパト（後藤喜一）

2006年
- アタゴオルは猫の森（唐あげ丸）

2009年
- 劇場版 天元突破グレンラガン 螺巌篇（ヤコウ村村長）
- TAILENDERS（ルーザー・キング、日ノ本伊蔵）

2021年
- 映画大好きポンポさん（頭取）
- 劇場版マクロスΔ 絶対LIVE!!!!!!（エキセドル・フォルモ）

### OVA
1984年
- BIRTH（ソルジャーA）

1985年
- ラブ・ポジション ハレー伝説（ロバート・毬田）

1986年
- ウォナビーズ（リングアナ）
- カリフォルニア・クライシス 追撃の銃火（DJ）

1987年
- 重戦機エルガイム（セムージュ・シャト）
- デッドヒート（ゴウ）

1988年
- 機動警察パトレイバー アーリーデイズ（後藤喜一）
- トウキョウ・バイス（岡崎）

1989年
- 銀河英雄伝説（ウランフ中将）

1990年
- 機動警察パトレイバー（後藤喜一）
- NINETEEN 19（店長）
- らんま1/2 熱闘歌合戦（天道早雲）

1991年
- インフェリウス惑星戦史外伝 CONDITION GREEN（1991年 - 1993年、ジャドウ）
- 銀河英雄伝説（ニルソン中佐）
- 有閑倶楽部 犬猫まるごとHOWマッチ（松竹梅時宗）

1992年
- 有閑倶楽部2 香港より愛をこめて（松竹梅時宗）
- らんま1/2 天道家のおよびでない奴ら!（天道早雲）

1993年
- らんま1/2 TVタイトルズ（天道早雲）
- らんま1/2 とっておきトーク ベスト・オブ・メモリーズ（天道早雲）
- らんま1/2 シャンプー豹変! 反転宝珠の禍（天道早雲）
- らんま1/2 天道家 すくらんぶるクリスマス（天道早雲）

1994年
- らんま1/2 あかねVSらんま お母さんの味は私が守る!（天道早雲）
- らんま1/2 道を継ぐ者（天道早雲）
- らんま1/2 天道家のおよびでない奴ら!（天道早雲）
- らんま1/2 SPECIAL よみがえる記憶 前篇（天道早雲）

1995年
- D・N・A² 〜何処かで失くしたあいつのアイツ〜（横森）
- 魔法少女プリティサミー（ビフ）
- らんま1/2 スペシャルビデオ バトルがいっぱい29人の懲りないやつら（天道早雲）
- らんま1/2 DoCoミュージックビデオ（天道早雲）
- らんま1/2 SUPER ああ呪いの破恋洞! 我が愛は永遠に（天道早雲）
- らんま1/2 SUPER 邪悪の鬼（天道早雲）

1996年
- らんま1/2 SUPER 二人のあかね「乱馬、私を見て!」（天道早雲）

1997年
- ジャングルDEいこう!（富由彦）
- マクロス ダイナマイト7（楽器屋）

1999年
- デュアル!ぱられルンルン物語（真田賢）

2000年
- 銀河英雄伝説外伝 第三次ティアマト会戦（ウランフ中将）

2004年
- トップをねらえ2!（隊長）

2010年
- BLACK LAGOON Roberta's Blood Trail（ディエゴ・フェルナンド・ラブレス、亡霊）
- らんま1/2 悪夢!春眠香（天道早雲）

2012年
- 華ヤカ哉、我ガ一族 キネトグラフ（陸軍大将）

### ゲーム
1990年
- らんま1/2（早雲）※PCエンジン版

1991年
- らんま1/2 とらわれの花嫁（天道早雲）

1992年
- らんま1/2 打倒、元祖無差別格闘流!（天道早雲）

1993年
- 機動警察パトレイバー 〜グリフォン篇（後藤喜一）
- らんま1/2 白蘭愛歌（天道早雲）

1997年
- スーパーロボット大戦F（ゼブリーズ・フルシュワ、ラカン・ダカラン）
- 惑星攻機隊りとるキャッツ（リーゲン長官）

1998年
- SDガンダム GGENERATION（1998年 - 2025年、ノルド・ランゲル、ブライアン・エイノー、ベン・ウッダー〈NEO〉、ラカン・ダカラン） - 12作品
- スーパーロボット大戦F完結編（ゼブリーズ・フルシュワ、ラカン・ダカラン、ベン・ウッダー）
- 魔法少女プリティサミー ハートのきもち（三浦校長）

1999年
- スーパーロボット大戦コンプリートボックス（ラカン・ダカラン、ベン・ウッダー）
- To Heart（セバスチャン、長瀬源五郎）※PS版・PSE版

2000年
- 機動警察パトレイバー 〜ゲームエディション〜（後藤喜一）
- 機動戦士ガンダム ギレンの野望 ジオンの系譜（ラカン・ダカラン）
- スーパーロボット大戦α（ラカン・ダカラン、ベン・ウッダー、エキセドル4970）

2001年
- 犬夜叉（偽水神）
- ガンダムバトルオンライン（ノルド・ランゲル）

2003年
- スーパーロボット大戦シリーズ（2003年 - 2019年、ラカン・ダカラン） - 8作品

2005年
- 機動警察パトレイバーかむばっく ミニパト（後藤喜一）
- ZOIDS TACTICS（アーサー・ボーグマン）
- 第3次スーパーロボット大戦α 終焉の銀河へ（エキセドル・フォルモ）
- バルドフォースエグゼ（八木澤宗次）

2006年
- Another Century's Episode 2（エキセドル4970）
- 機動戦士ガンダム クライマックスU.C.（ラカン・ダカラン）
- ファイナルファンタジーXII（ジャッジ・ギース）
- BLOOD+ ONE NIGHT KISS（長嶺幸平）

2007年
- スーパーロボット大戦Scramble Commander the 2nd（ベン・ウッダー）
- ゼロの使い魔 夢魔が紡ぐ夜風の幻想曲（ガレット）

2008年
- ガンダムバトルユニバース（ラカン・ダカラン）
- 機動戦士ガンダム ギレンの野望 アクシズの脅威（ラカン・ダカラン）
- スカイ・クロラ イノセン・テイセス（萱場中佐、ミッションブリーフィング）

2009年
- 機動戦士ガンダム ギレンの野望 アクシズの脅威V（ラカン・ダカラン）

2011年
- マクロストライアングルフロンティア（エキセドル・フォルモ）
- るろうに剣心 -明治剣客浪漫譚- 再閃（石動雷十太）

2012年
- アスラズ ラース（神皇ストラダ、大尊）
- デビルサマナー ソウルハッカーズ（ランチの父）
- るろうに剣心 -明治剣客浪漫譚- 完醒（石動雷十太）

2019年
- 機動戦士ガンダム エクストリームバーサス2（2019年 - 2025年、ラカン・ダカラン） - 4作品

2020年
- ブリガンダイン ルーナジア戦記（ギニアム・ハーメット）

2022年
- 機動戦隊アイアンサーガ（後藤喜一）
- 機動戦士ガンダム U.C. ENGAGE（2022年 - 2023年、ラカン・ダカラン）

2023年
- リアセカイ（ヴィクトル）

### ドラマCD
1994年
- イタズラなKiss（アイちゃん）

1995年
- マクロス7 ドッキングフェスティバル 歌は銀河を救う（エキセドル4970）

1996年
- パーフェクト・ブルー（蓮見浩一郎）

1997年
- ジャングルDEいこう! 学校DEいこう!の巻（富由彦）

2000年
- 悪魔で候（江戸川守）
- ツーリング・エクスプレス フローレンス（エド）

2001年
- 幽幻少女奇談（早川知足）

2003年
- 生誕祭奇談（早川知足）

2004年
- 白拍子奇談（早川知足）

2005年
- ソウルイーター（死神様）
- 篁破幻草子 宿命よりもなお深く（閻羅王）

2006年
- 篁破幻草子 六道の辻に鬼の哭く（閻羅王）

2007年
- 貴族探偵エドワード 銀の瞳が映すもの（コレット校長）
- 棺担ぎのクロ。〜懐中旅話〜（ジョット）

2008年
- トリニティ・ブラッド Trinity Blood File（ボヘミア公オタカル）

2009年
- 鬼切様の箱入娘（父〈伏緒頼史〉）

2010年
- BLCD 10-4〜テンフォー（加東晋作）
- -ヒトガタナ-（月山重蔵）

2011年
- 〆切様におゆるしを（ホワイトの精霊・白川さん）

2012年
- 華アワセ 蛟編（九頭龍）

2013年
- クトゥルフ神話TRPGリプレイ るるいえとらべらーず（辰巳源吾郎）
- まおゆう魔王勇者 外伝「砂丘の国の弓使い」（青ざめた教補士）※ダウンロード限定

2017年
- 研ぎ師伊之助深川噺（辰吉）

### ラジオ
- 超機動放送アニゲマスター（2002年3月23日、文化放送）
- K.INOJO 野戦病院（2024年） - 紹介ナレーション

### ラジオドラマ
- ラジオ図書館「青い髪のポトト」（1986年）
- TOKYO FM モグラたちの夢ゲリラ（1988年6月30日） - ギー助
- NHK-FM FMシアター
  - 本覚坊遺文（1988年）
  - さくら、ねこ、でんしゃ（2017年） - 五十嵐武彦
  - 坂多き 僕らの町に 照り降り雨（2024年）
- FM歌舞伎まるごとストーリー「あらすじえもん」　
  - ウエイトレスの事件簿 愛と欲望のはざまに（2019年）
  - テイキン・クエスト（2019年） - 大臣エビシ、従者フカシッチ[35]
- マクロス・ワールド内ドラマ「マクロス・クラシック」（1996年、TBSラジオ） - エキセドル
- 放送を続けよ! 〜広島中央放送局の8月6日〜（2008年8月6日 / NHK広島放送局） - 小川放送部長
- NHK-FM 青春アドベンチャー
  - 海に降る（2012年） - 皆川理事
  - フランケンシュタイン（2011年） - 父
  - 辰のお年頃（1999年）
  - シュレミールと小さな潜水艦（2013年） - モンリーブル長官
  - 星を掘れ!（2013年）
  - 静かな生活（2015年）
  - 夢みるゴシック それは怪奇なセレナーデ（2019年）
  - 夢みるゴシック それは常世のレクイエム（2019年）
- TOKYO FM「リバーサイド・カフェ」サンデースペシャル（2013年） - おじいさん
- TOKYO FM UR 賃貸住宅 presents YOUR SMILE TOWN 第2話「光が丘」（2015年） - 源さん
- オーディオドラマ 海賊とよばれた男（2014年） - 甲賀治作[36]
- スピードワゴン セカイ・ノ・オザワと泣くラジオ（2022年1月3日、NHKラジオ第1放送）
- 俺はまだ、本気を出していない（2024年、HiBiKi Radio Stationボイスドラマコーナー） - ミミス

### 吹き替え

#### 映画（吹き替え）
- 悪魔の棲む家（メロン警察本部長〈リッチ・コメニッチ〉）
- アンボーン（ゴードン〈ジェームズ・レマー〉）
- エネミー・ライン2 -北朝鮮への潜入-（ヘンリー・D・ウィーラー提督〈グレン・モーシャワー〉）
- 大いなる決闘（ハル・ブリッグマン〈クリストファー・ミッチャム〉）
- 女刑事レディブルー3
- キング・コング（1933年版）
- 禁じられた遊び ※テレビ朝日版
- 恋の闇 愛の光（チャールズ2世〈サム・ニール〉）※ビデオ版
- ザ・ダークプレイス 覗かれる女（ディーツ炭鉱長）
- ザ・マークスマン（チカル、スティーブンス艦長〈アンドリュー・スティーヴンス〉）
- G.I.ジョー バック2リベンジ（インド代表〈アジャイ・メータ〉）
- ジャンヌ・ダーク（ラ・イル、大司教〈ワード・ボンド〉）
- シンドバッドの大冒険 4つの髑髏（スクラッチ〈トニー・カプリ〉）
- スターシップ・トゥルーパーズ インベイジョン（総司令官〈リチャード・リバーフィールド〉）
- ストレンジャー（クリフ・ラディソン〈デニス・ミラー〉）
- 素晴らしきヒコーキ野郎（リチャード・メイス〈ジェームズ・フォックス〉）
- ダークナイト（ジェラルド・スティーブンズ刑事〈キース・ザラバッカ〉）※ソフト版
- タイド・オブ・ウォー（サマーヴィル中将〈ケント・マッコード〉）
- D-TOX（ジャック〈スティーブン・ラング〉）
- ディパーテッド（シン〈ロバート・チャン〉、エドワード）
- ドミノ ※ビデオ・DVD版
- 謎の大陸アトランティス（ディミトリアス〈アンソニー・ホール〉）※フジテレビ版
- ハピエスト・ホリデー 私たちのカミングアウト（テッド〈ヴィクター・ガーバー〉[37]）
- 引き裂かれたイレブン〜オシムの涙〜（ボバンの父、レナート・ヨハンソン）
- ファイアー・アンド・ソード（フメリニツキ〈ボグダン・ストゥプカ〉）
- ブラックブック（ワルデマー・コブスカウトナー将軍〈クリスチャン・ベルケル〉）
- マルコ・ポーロ/東方見聞録

#### ドラマ
- アメリカン・クライム・ストーリー/ヴェルサーチ暗殺（リー・ミグリン〈マイク・ファレル〉）
- グッド・ファイト シーズン2（タリー・ネルソン〈ティム・マシスン〉）
- ケネディ家の人びと #1, #4, #7（リチャード・クッシング司教 他）
- コールドケースシリーズ
  - シーズン6（グレン・ドリュー〈現在〉〈モンテ・マーカム〉）
  - シーズン7 ザ・ファイナル（ボーリン・チェン〈現在〉〈ツィ・マー〉）
- コミンスキー・メソッド（ノーマン〈アラン・アーキン〉）
- 三国志演義 ※中国中央電視台製作（司馬昭〈壮年期〉）
- ストレイン 沈黙のエクリプス（パーマー〈ジョナサン・ハイド〉）
- 青春!カリブ海（ノリス教授〈カール・ランブリー〉）
- パニッシャー シーズン2（アンダーソン・シュルツ〈コービン・バーンセン〉）
- プリズン・ブレイク シーズン2 #13 （ソルティ・ヴェット〈ティム・デ・ザーン〉、ベリックの弁護士）
- フリーバック（父親〈ビル・パターソン〉）
- THE MENTALIST メンタリストの捜査ファイルシリーズ
  - シーズン4 #9（アーノルド・グリーン〈レイ・ラスカ〉）
  - シーズン5 #18（ウォーレン・ダッジ〈マット・サービット〉）
- ラブ・ボート（ゲイリー・フォスター〈クレイグ・リトラー〉）

#### アニメ
- アニマトリックス（依頼人）
- こうしのコニーちゃん（ナレーション）
- ガジェット警部
- ザ・バットマン（ロジャース署長）
- 最強武将伝 三国演義（荀攸、張昭、韓遂、黄忠）
- みつばちマーヤの冒険（ビーズワックス判事）

#### テレビ番組
- 人類、月に立つ 第1話「挑戦への序曲・マーキュリーからジェミニ計画へ」（アラン・シェパード〈テッド・レビン〉）

### ボイスオーバー
- 英雄たちの選択「平清盛のマネー革命〜銭の力で新時代をひらけ!〜」（2020年7月29日、NHK-BSプレミアム） - 平清盛の声
- NHKスペシャル（NHK総合）
  - 新・映像の世紀 第1集「アラブの目覚め」（2015年） - ジョージ・アントニウスの声
  - 「被曝の森〜原発事故 5年目の記録〜」（2016年） - ティモシー・ムソー教授の声
  - 映像の世紀 バタフライエフェクト 第2回「アインシュタイン 科学者たちの罪と勇気」（2022年4月11日） - アラブ人歴史家の言葉
- 幻解!超常ファイル「世紀の歴史裁判 事実?ねつ造?歴史学者たちの闘い」（2022年9月8日、NHK-BSプレミアム） - デイヴィッド・アーヴィングの声
- クラシックホテル憧憬（BS日テレ、地下通路の扉の声）
- コズミックフロント☆NEXT（NHK BSプレミアム）
  - 「UFO?それとも… 100年前のシベリア大爆発の真相」（2016年）
  - 「ツングースカ大爆発の謎」（2016年）
  - 「謎のオーロラ大乱舞!奇跡の島」（2018年） - フランク・ニールセン博士の声
- スリルな夜 イケメン合衆国（フジテレビ）
- 島耕作のアジア立志伝（NHK-BS1）
- 震災報道スペシャル「原発攻防180日の真実 故郷はなぜ奪われたか」（2011年9月11日、TBS） - 東電幹部の声
- 日立 世界・ふしぎ発見!（TBS）

### CMナレーション
- キャベジン
- トヨタ・クラウン
- ノースウエスト航空
- ボラギノール
- ホンダ・レジェンド

### モーションコミック
- 怪盗ルパン伝 アバンチュリエ（2013年、主任警部ガニマール）
- インベスターZ（2015年）

### 人形劇
- こどもにんぎょう劇場「はなさかじいさん」（殿様）

### その他コンテンツ
- パチンコ必勝ガイドCM（白夜書房）
- 寝起きにポテトチップスDVD（2012年2月24日発売、天の声〈ナレーション〉）

### シリーズ一覧
1. ↑  『GGENERATION』（1998年）、『ZERO』（1999年）、『F』（2000年）、『F.I.F』（2001年）、『NEO』（2002年）、『SEED』（2004年）、『PORTABLE』（2006年）、『SPIRITS』（2007年）、『WARS』（2009年）、『WORLD』（2011年）、『OVER WORLD』（2012年）、『ETERNAL』（2025年）
2. ↑  『第2次α』（2003年）、『GC』（2004年）、『XO』（2006年）、『A PORTABLE』（2008年）、『Operation Extend』（2013年）、『V』（2017年）、『X』（2018年）、『T』（2019年）
3. ↑  『エクストリームバーサス2』（2019年）、『クロスブースト』（2021年）、『オーバーブースト』（2023年）、『インフィニットブースト』（2025年）